# Tombarolo
Tombarolo (au pluriel tombaroli) est un terme italien qui désigne les « pilleurs de tombes étrusques » et les personnes s'adonnant au pillage des antiquités en général sur les sites archéologiques.

## Généralités
Le tombarolo procède en général à des fouilles clandestines (scavi abusivi) sans aucune méthodologie et ne s'intéresse qu'au prélèvement sauvage et au commerce illicite des objets. Dans les tombeaux, les pillages prennent l'allure de profanations. 
Au début, le tombarolo usait de méthodes rustres et traditionnelles. Le sondage manuel du départ effectué au moyen d'une longue tige métallique (spillone) introduite dans le sous-sol afin de le sonder est passé progressivement à un sondage magnétique (sondes professionnelles) et les pics, pioches et pelles remplacés par des pelleteuses.

## Dans la culture populaire

### Cinéma
- La Chimère (La Chimera) d'Alice Rohrwacher, film italien sorti en 2023 dont les personnages principaux sont des tombaroli dans les années 1980.